# Pierre-François Laslier
Pierre François Laslier est un homme politique français né le 8 octobre 1743 à Saint-Arnoult-en-Yvelines (Yvelines) et décédé le 30 juin 1794 à Paris.
Marchand de bois à Rambouillet, il est député du tiers état aux États généraux de 1789 pour le bailliage de Montfort-l'Amaury et siège dans la majorité. Suspect sous la Terreur, il est arrêté et condamné à mort.

## Sources
- « Pierre-François Laslier », dans Adolphe Robert et Gaston Cougny, Dictionnaire des parlementaires français, Edgar Bourloton, 1889-1891 [détail de l’édition]